# Кумка жовточерева
Кумка жовточерева (Bombina variegata) — вид земноводних роду кумок (Bombina), родини Кумкових (Bombinatoridae) та ряду безхвостих земноводних (Anura). Отруйна амфібія.
Інші назви: кумка гірська, жовтобрюшка, джерелянка жовточерева.

## Ареал
В Україні жовточерева джерелянка зустрічається у гірських та передгірських районах Карпат, де піднімається до висоти близько 2000 м. У Закарпатській області трапляється майже повсюдно, за винятком крайніх південно-західних рівнинних ділянок. У Львівській області перебування виду пов'язано з гірсько-передгірською південно-західною частиною й доходить на північ до Перемишлянського та Старосамбірського районів.
Існують відомості, що в Карпатах жовточереві джерелянки менш вимогливі до
рівня забрудненості води, ніж B.(B.) bombina, і можуть заселяти водойми з доволі
високим насиченням органікою, високою солоністю та навіть жити у мінеральних
джерелах.
В Івано-Франківській області трапляється майже на всій території (хоча не знайдена у її північній частині). Поширення у Чернівецькій області прив'язано до її західних районів, на схід доходить до м. Чернівці. Відомо декілька знахідок жовточеревої джерелянки у західній частині Тернопільської області (Бучацький та Гусятинський р-ни), що потребує перевірки.
Жовточерева джерелянка характеризується доволі високою екологічною пластичністю у виборі біотопів, її можна знайти у різноманітних місцях пробування: у хвойних, листяних та мішаних лісах, на полонинах, у чагарниках, на луках та в полях. Тут вона трапляється не тільки в стоячих чи слабопроточних водоймах (озера, стави, калюжі, канали, водосховища), але іноді й у водоймах з відносно швидкою течією (по берегах струмків та річок).

## Чисельність
Щільність B.(B.) variegata на більшій частині її ареалу в межах України доволі висока (часто перевищує 1 особину на 0,02-20 м²). За матеріалами маршрутних обліків їхня чисельність коливалася від 10 до 50 особин на 100 м берегової лінії. Найбільша чисельність відзначена у невеликих водоймах у передгір'ях та низькогір'ях на висотах від 350–600 до 900 м.
Досліджень вікової структури окремих популяцій цього виду в Україні бракує, або вони вкрай обмежені. Мічення жовточеревих джерелянок у західних ділянках їхнього ареалу (Австрія) показало, що в 1985 р. 1090 особин представляли близько 91% чисельності всієї популяції. Повторні відлови цих амфібій у 1991 р. дозволили встановити, що вік мічених тварин становить 9-10 років і на них припадало понад двох третин (78,1%) чисельності всієї популяції. Вік самців жовточеревої джерелянки в Італії становить 8,0 ± 2,4 років, а самиць 8,3 ± 1,8. При цьому найстарші самці досягають 16-річного, а самиці — 14-річного віку.

## Зовнішній вигляд

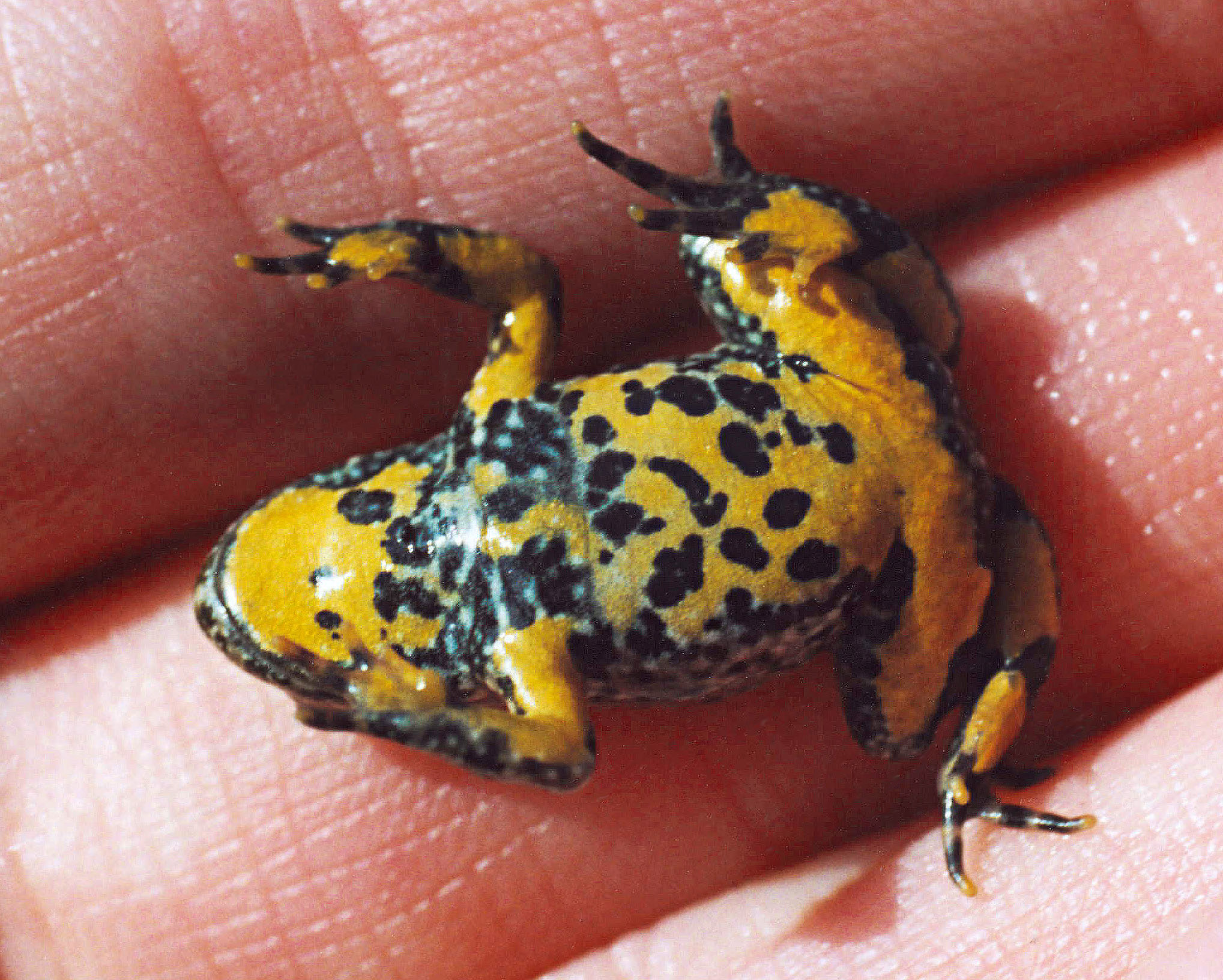

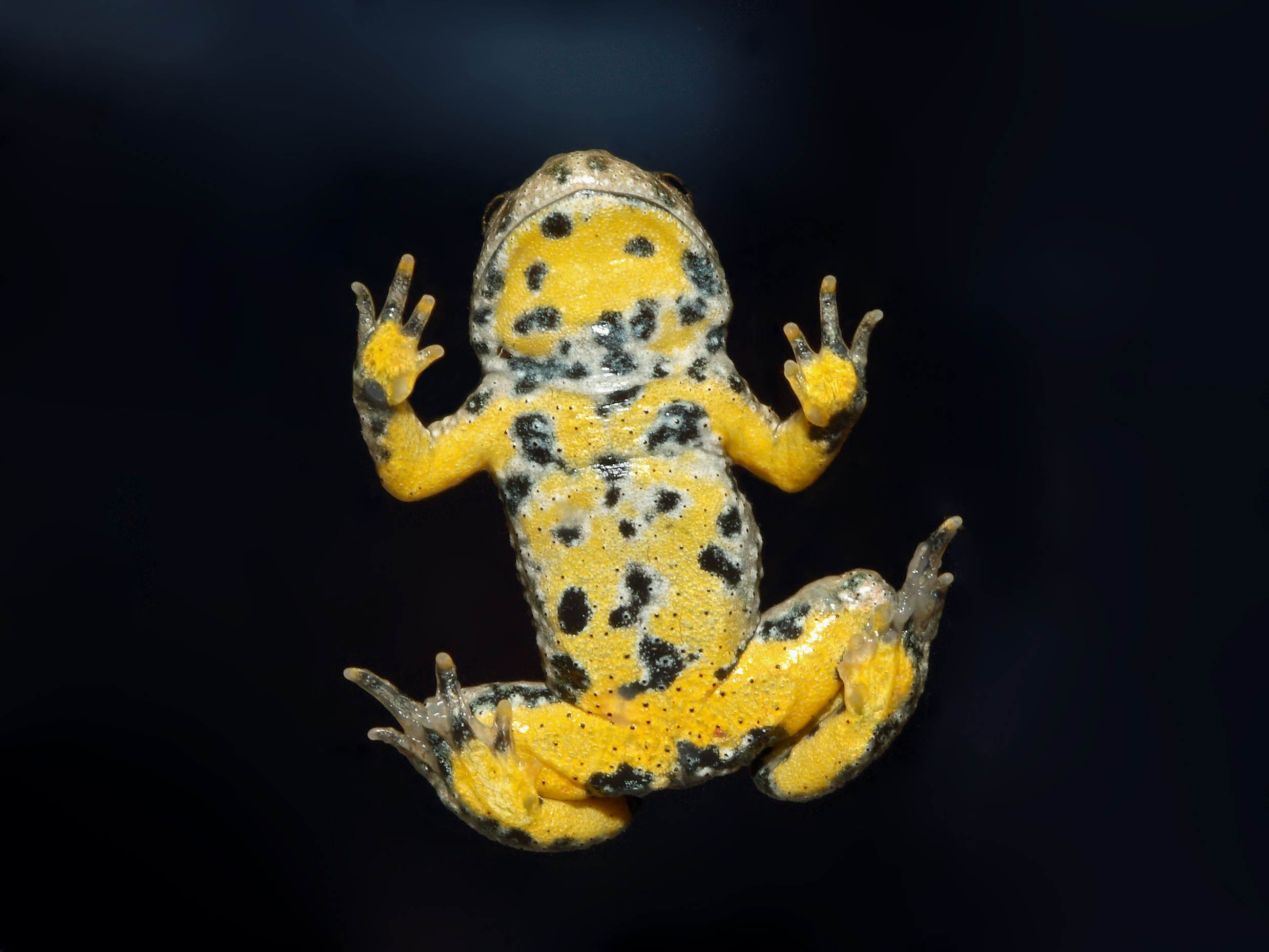

Амфібії невеликих розмірів, довжина тулуба 27-50 мм, забарвлення спинного боку тіла зазвичай оливково-зеленкуватих тонів з невиразними дрібними темними плямами. Черевна частина яскравого забарвлення, представлена жовтим чи помаранчевим тлом із великими темними плямами, площа жовто-помаранчевого тла звичайно перевищує площу темних плям. Жовто-помаранчеве тло черевної частини переходить на нижню частину задніх кінцівок.
На спинному боці добре розвинені горбки, що закінчуються гострими шипиками. У самців резонаторів брак. В них же в шлюбний сезон на перших трьох пальцях передніх кінцівок та на нижньому боці передрамен розвиваються шлюбні мозолі.
Іноді трапляються джерелянки з зеленим забарвленням спини (зелені морфи), їх вивчення показало, що розвиток цієї ознаки залежить від особливостей генотипу й має адаптивний характер. Вид поширений у Європі, де притаманний гірським районам, однак відсутній на Іберійському півострові та на півночі Італії (долина р. По), на сході його поширення обмежене Українськими Карпатами; межа ареалу на півночі не доходить до прибережних районів Франції, Німеччини, Данії (в Англії інтродукований). Живе на більшій частині Апеннінського та Балканського півостровів.
Зараз розрізняють 2-4 підвиди кумки жовточеревої. При цьому не виключено, що апеннінський підвид B. (B.) variegata pachypus та балканський підвид B. (B.) variegata scabra, є окремими видами.
Українські популяції відносяться до номінативного підвиду.
Дані досліджень морфологічної мінливості українських популяцій обмежені порівнянням прикарпатських та закарпатських популяцій. Результати показали, що статистично достовірні відміни властиві 4 з 5 узятих для порівняння показників: L. 43,04 і 35,29; F. 15,95 і 13,29; T. 15,85 і 13,52; F./T. 1,005 і 0,91 (для Закарпаття та Прикарпаття відповідно; розміри в мм). Ряд достовірних відмін відзначений також для B. (B.) variegata, що живуть у Закарпатті на великих висотах при порівнянні з кумками з низько- та середньогір'їв.
Середні розміри самців жовточеревої джерелянки в інших ділянках ареалу (Італія) становлять 46,1 ± 3,0 мм, самиць — 46,8 ± 3,5 мм. Порівняння зовнішньої морфології самців та самиць на Балканах виявило, що самиці істотно більші від самців. Разом з тим відзначається сильний вплив географічної мінливості. Оцінюючи міжвидові відмінності B.(B.) variegata і B.(B.) scabra у порівнянні з B.(B.) bombina, автори зазначають, що коли усунути вплив географічної (міжпопуляційної) мінливості то тоді виразно виявляються міжстатеві відмінності між представниками трьох таксонів за довжиною стегна.
Крім того, у B.(B.) scabra виявляється статевий диморфізм за довжиною плеча, а в червоночеревих джерелянок за довжиною голови. Ознаки, характерні для цього виду (особливості візерунка та горбчастості жовточеревих джерелянок), можуть з різною частотою проявлятися в популяціях іншого виду — червоночеревої джерелянки (Московська обл. Росії); у жовточеревих джерелянок, що живуть навіть у притаманних ним високогірних біотопах, частка ознак, властивих іншому видові, може сягати 8,3-21,5%.

## Генетика
Диплоїдний набір містить 24 двоплечі хромосоми (2n = 24,NF = 48).На коротких плечах 7-ї пари хромосом у B.(B.) variegata pachypus з Італії виявлені ядерцеві організатори (як вже зазначалося, не виключено, що це окремий вид) (Odierna et
al., 2000).
Кількість ДНК кумки жовточеревої на Балканах на 5,5% нижча, ніж у B.(B.) bombina, а рівні мінливості цього показника в обох видів не перекриваються. Цікаво, що балканський підвид B.(B.) variegata scabra ближчий до B.(B.) bombina, ніж до номінативного підвиду B.(B.) variegata. Понадто, в представників обох підвидів B.(B.) variegata рівні мінливості ДНК також не перекриваються, на відміну від B.(B.) variegata scabra і B.(B.) bombina.
На Закарпатті зона схрещування між обома видами джерелянок (шириною 1-10 км) розташована на висоті 120–200 м. Однак при віддаленні від цієї зони ступінь наявності в жовточеревої джерелянки «нетипових» для неї генів B.(B.) bombina різна. Так, у декількох вибірках жовточеревої джерелянки, що живе на висотах 500–600 м, 35-40% особин мають декілька алелів червоночеревої джерелянки, однак така частка алелів цього виду спадала до 2% у вибірках B.(B.) variegata, узятих на висоті 250 м.
Зона гібридизації завжди наявна в місцях пробування двох видів при переході від низини до гір, утворювані гібриди зазвичай плодючі. У природних та одержаних в лабораторних умовах гібридів першого покоління функціонують обидва батьківські алелі.
Висота розташування зони гібридизації коливається від 110 м на території колишньої Югославії до 300–400 м у Нижній Австрії. Разом з тим у східній Словаччині червоночерева джерелянка може траплятися на великих висотах (плато), а B.(B.) variegata — на менших (річкова долина). У цьому ж районі виявлені гібриди. Така ситуація пояснюється місцевими кліматичними особливостями та більш комфортними умовами на відносно великих висотах.
У самців першого покоління, одержаних штучним схрещуванням, сперматогенез був порушений на рівні утворення сперматозоїдів, хоча оогенез у самиць проходив нормально. В гібридів другого покоління (схрещували гібридних самиць першого покоління з батьківськими особинами) порушення відбувалися як при оогенезі, так і при сперматогенезі.

## Життя у природі

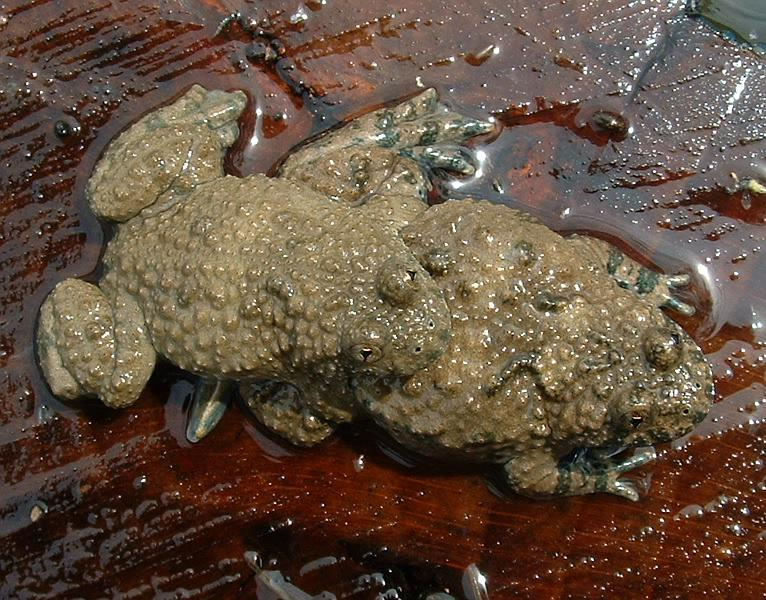
Пара кумок в процесі амплексус

Початок сезонної активності на Закарпатті зазвичай припадає на першу половину березня, а в Прикарпатті — на кінець березня — початок квітня. Оселяється у водоймах з повільною течією, у стоячих водоймах де перебуває майже весь час. Майже відразу ж після пробудження (приблизно за 5-10 діб) при прогріванні води до 12-14°С тварини приступають до парування та відкладання ікри. Період відкладання ікри розтягнутий і може тривати до серпня, при цьому в одній і той самій водоймі можуть бути не тільки особини в амплексусі, але також і пуголовки з різним ступенем розвитку кінцівок, або такі, що проходять метаморфоз.
Звичайно самиця відкладає близько 100–200 ікринок у вигляді однієї або кількох порційних кладок (по 10-30), часто прикріплюючи їх до різних підводних предметів: рослин, гілля, каменів. Тривалість ембріогенезу значною мірою залежить від температури води й становить приблизно 5-12 діб. При лабораторному дослідженні фенотипової пластичності (личинок вирощували за різних температур) було встановлено, що цей фактор не справляє істотного впливу на мінливість розмірів при метаморфозі. Розміри щойно вилуплених пуголовків 5-7 мм (довжина тіла з хвостом).
Будова ротового апарату личинок відрізняється від такого в червоночеревої джерелянки. Початок метаморфозу відзначений при довжині тіла личинок 45-50 мм. Метаморфоз завершується, в середньому, за два або більше місяців. Розміри тіла цьоголітків відразу після метаморфозу становлять 16-20 мм. Значна частина пуголовків зимує у воді, метаморфоз відбувається на 2 рік.
Статевозрілість настає на другому або третьому році життя. Методом мічення жовточеревих джерелянок в Австрії встановлено, що репродуктивна активність цього виду триває приблизно 2-14 років, а найбільший вік становить близько 15 років.
Жовточереві джерелянки менш прив'язані до водойм, ніж B. (B.) bombina (кумки червоночереві). Однак для них також є характерним збільшення міграційної активності в періоди дощів та при вологій погоді. При порівнянні добової активності жовточеревої та червоночеревої джерелянок особливих відмінностей не помічено, вони приблизно схожі.
Початок зимівлі часто залежить від погодних умов та висоти пробування, він найчастіше припадає на кінець вересня — початок листопада. Зазвичай зимівля проходить на суші в порожнинах під, лежачими деревами, під камінням, в льохах, підвалах, хоча активних жовточеревих джерелянок інколи помічали у воді термальних джерел і взимку. На зимівлях відзначена разом з іншими видами не лише амфібій (тритони, ропухи, жаби), але й рептилій — живородні ящірки, звичайні вужі.
На здобич полює у воді чи біля водойм. Склад їжі жовточеревих джерелянок відрізняється від B.(B.) bombina дещо більшою кількістю безхребетних, що живуть на суші (іноді до 81%). Так, у їхньому раціоні відмічені Formicidae (до 15-36,8%), наземні форми Diptera (13,2-16,8%); істотна частка різних видів молюсків, жуків (іноді до 78,3%) тощо. Відомі випадки канібалізму.
Серед природних ворогів B.(B.) variegata, так само як і червоночеревої джерелянки, вказано чимало біляводних хребетних: їхніх личинок поїдають тритони (Triturus cristatus), дорослих тварин — вужі (водяний та звичайний), деякі види птахів (лелека, чапля та ін.).
Жовточеревим джерелянкам також притаманна своєрідна захисна поведінка у формі демонстрації апосематичного забарвлення — яскраво забарвленого черева та нижнього боку кінцівок.

## Охорона
Вид занесено до Додатку II «Конвенції з охорони дикої флори і фауни та природного середовища існування в Європі» (категорія «види, що підлягають особливій охороні») та до «Червоної книги хребетних Міжнародного союзу охорони природи (МСОП)», а також включено до третього видання «Червоної книги України» (категорія «вразливі види»).